# Paulo Díaz
Paulo Díaz, mit vollem Namen Paulo César Díaz Huincales (* 25. August 1994 in Santiago de Chile), ist ein chilenischer Fußballspieler. Der Abwehrspieler steht seit 2019 beim argentinischen Erstligisten River Plate unter Vertrag. Seit 2015 ist er für die chilenische Nationalmannschaft aktiv, für die schon sein Vater Ítalo Díaz 14 Jahre zuvor zwei Spiele bestritt.

## Karriere

### Vereine
Díaz spielte in seiner Jugend bei drei verschiedenen Vereinen in Chile. Beim Hauptstadtclub CD Palestino erhielt er seinen ersten Profivertrag. Nach dem zweiten Platz in der Clausura 2013/14 wurde in der Saison 2014/15 in der Apertura-Punktspielrunde der vierte Platz belegt und Palestino war damit für die Apertura Liguilla qualifiziert. Diese schloss Palestino mit zwei Finalsiegen als Meister ab, womit sich die Mannschaft für die Qualifikation zur Copa Libertadores 2015 qualifizierte. In dieser setzte sie sich aufgrund der Auswärtstorregel gegen Nacional Montevideo durch, schied dann aber nach der Gruppenphase aus, in der Díaz in allen sechs Spielen eingesetzt wurde. In der Clausura zollte die Mannschaft dann Tribut für die Doppelbelastung und belegte nur den 19. Platz. Am 1. Juli 2015 wechselte Díaz zum Ortsrivalen CSD Colo-Colo, für den er aber nur zu einem zweiminütigen Einsatz kam. Ende Januar 2016 wechselte er dann über die Anden zum argentinischen Supercopa-Sieger San Lorenzo. Im Jahr 2018 folgte ein Gastspiel in Saudi-Arabien bei al-Ahli und 2019 zog es ihn zurück nach Argentinien zu River Plate. In der Copa Libertadores 2020 erreichte er mit River Plate das Halbfinale. Nach einer 0:3-Heimniederlage gegen Palmeiras São Paulo konnten sie zwar das Rückspiel mit 2:0 gewinnen, das reichte aber nicht. In der Copa Libertadores 2021 wurde das Viertelfinale erreicht, wo gegen Atlético Mineiro zweimal verloren wurde (0:1 und 0:3). Im Achtelfinale hatten sie sich zuvor gegen den Stadtrivalen Argentinos Juniors durchgesetzt.

### Nationalmannschaft
Seinen ersten Einsatz für die chilenische Nationalmannschaft hatte Díaz am 29. Januar 2015 gegen die USA, als er in der 79. Minute eingewechselt wurde. Für die Copa América 2015 in seiner Heimat Chile wurde er aber ebenso wenig berücksichtigt wie für die Copa América Centenario 2016, die Chile jeweils im Elfmeterschießen gegen Argentinien gewann. Erst im Januar 2017 kam er bei einem Turnier in China, zu dem Chile ohne die meisten Stammspieler anreiste, wieder zu zwei Einsätzen. Am 29. März 2017 hatte er beim 3:1 in der WM-Qualifikation gegen Venezuela seinen ersten Pflichtspieleinsatz, wobei er eine Minute vor Ende der regulären Spielzeit eingewechselt wurde und zwei Minuten später die Gelbe Karte erhielt.
Am 19. Mai nominierte ihn Chiles Trainer Juan Antonio Pizzi für einen vorläufigen Kader mit 17 Spielern, die Chile beim FIFA-Konföderationen-Pokal 2017 vertreten sollten. Am 2. Juni wurde er dann als jüngster Spieler für den endgültigen Kader berücksichtigt. Díaz wurde erstmals im zweiten Gruppenspiel gegen Weltmeister Deutschland in der 71. Minute eingewechselt. Im letzten Gruppenspiel gegen Australien spielte er über 90 Minuten, danach kam er aber nicht mehr zum Einsatz. Bei den folgenden gegen Paraguay und Bolivien verlorenen WM-Qualifikationsspielen kam er nur gegen Bolivien zum Einsatz. Die Chilenen verpassten letztlich die WM durch eine 0:3-Niederlage am letzten Spieltag gegen Rekordweltmeister Brasilien.
Bei der Copa América 2019 kam er in zwei Gruppenspielen und im Spiel um Platz 3, das gegen Argentinien mit 1:2 verloren wurde, zum Einsatz. Die Chance auf die Titelverteidigung hatte seine Mannschaft durch eine 0:3-Niederlage im Halbfinale gegen Peru vergeben. In der Qualifikation für die WM 2022 wurde er in elf Spielen eingesetzt. Als Gruppensiebte konnten sich die Chilenen nicht für die WM-Endrunde qualifizieren.
Bei der Copa América 2024 wurde er in zwei der drei Gruppenspiele eingesetzt, nach denen die Chilenen ausschieden.  In der laufenden Qualifikation für die WM 2026 wurde er in zehn der ersten 14 Spiele eingesetzt, nach denen die Chilenen nur den letzten Platz belegen.

## Erfolge
- Primera División, Apertura-Sieger: 2014/15
- Argentinischer Pokalsieger: 2019 (1 Einsatz im Achtelfinale)
- Argentinischer Meister: 2021, 2023[6]